# عملة نصف دينار أردني
تُعدّ عملة نصف لدينار الأردني إحدى الفئات النقدية المتداولة في الأردن، وتمثل جزءًا من النظام النقدي الأردني. تنقسم العملة الأردنية إلى الدينار الأردني، الذي يُرمز إليه بالرمز "د.أ" أو "JD" ويُقسَّم إلى 1000 فلس. يتضمن الدينار فئات مختلفة من العملات الورقية والمعدنية، وأبرزها عملة نصف الدينار التي تتميز بقيمتها المتوسطة، مما يجعلها شائعة الاستخدام بين المواطنين من كافة الفئات العمرية والمقيمين في التعاملات اليومية.
شهدت عملة نصف الدينار على مدار العقود الماضية تصاميم متعددة، حيث تسعى المملكة الأردنية الهاشمية عبر البنك المركزي الأردني إلى تجسيد معالم وتاريخ الأردن من خلال النقوش والصور التي تزين العملة. وتهدف هذه التصاميم إلى إبراز الهوية الوطنية وتكريم الشخصيات التاريخية والأحداث البارزة في تاريخ الأردن.

## اصداراتمجلس النقد الأردني
من خلال مجلس النقد الاردني صدرت عملة النصف دينار تحت أسمم 500 فلس في ثلاثة أصدارات

### الإصدار الأول 1949 - 1952
| الوجه | الظهر | القيمة       | الأبعاد     | اللون الأساسي | الوجه               | الظهر         | مصدر  |
| ----- | ----- | ------------ | ----------- | ------------- | ------------------- | ------------- | ----- |
|       |       | خمس مائة فلس | 128 × 76 mm | برتقالي داكن  | مشروع ري وادي العرب | راعي مع قطيعه | [ 1 ] |

### الإصدار الثاني 1952 - 1959
| الوجه | الظهر | القيمة       | الأبعاد     | اللون الأساسي | الوجه               | الظهر         | مصدر  |
| ----- | ----- | ------------ | ----------- | ------------- | ------------------- | ------------- | ----- |
|       |       | خمس مائة فلس | 128 × 76 mm | برتقالي داكن  | مشروع ري وادي العرب | راعي مع قطيعه | [ 2 ] |

## إصداراتالبنك المركزي

### الإصدار الأول 1959 - 1975
| الوجه | الظهر | القيمة    | الأبعاد (مم) | اللون الأساسي | الوجه          | الظهر | تاريخ السك                      | ملاحظات |
| ----- | ----- | --------- | ------------ | ------------- | -------------- | ----- | ------------------------------- | --- |
|       |       | نصف دينار | 140 × 70     | برتقالي داكن  | الحسين بن طلال | جرش   | تقويم ميلادي1959 تقويم هجري1379 | أ. تم إصدار نموذجين يحملان نفس القيمة (500 فلس) و(نصف دينار) ب. تم إصدار نماذج تحتوي سنة قانون الإصدار 1959 ونماذج أخرى بدون تاريخ القانون. |

### الإصدار الثاني 1975 - 1992
| الوجه | الظهر | القيمة    | الأبعاد     | اللون الأساسي | الوجه          | الظهر | تاريخ السك                      | العلامة المائية | مص ر  |
| ----- | ----- | --------- | ----------- | ------------- | -------------- | ----- | ------------------------------- | --------------- | ----- |
|       |       | نصف دينار | 136 × 67 mm | برتقالي داكن  | الحسين بن طلال | جرش   | تقويم ميلادي1975 تقويم هجري1395 | الحسين بن طلال  | [ 4 ] |

### الإصدار الثالث 1992 - 2002
| الوجه | الظهر | القيمة    | الأبعاد     | اللون الأساسي | الوجه          | الظهر    | تاريخ السك                      | العلامة المائية |       |
| ----- | ----- | --------- | ----------- | ------------- | -------------- | -------- | ------------------------------- | --------------- | ----- |
|       |       | نصف دينار | 131 × 62 mm | برتقالي داكن  | الحسين بن طلال | قصر عمرة | تقويم ميلادي1995 تقويم هجري1415 | الحسين بن طلال  | [ 5 ] |

## الاصدارات المعدنية
تُعتبر عملة نصف الدينار الأردني المعدنية إحدى الفئات التي شهدت على مر اسنوات عدة إصدارات متنوعة تعكس جوانب من الهوية الوطنية الأردنية. بدأ إصدار هذه العملة المعدنية في عام 1996، ومنذ ذلك الحين خضعت لاصدارات متتالية بلغت 8 اصدارات.

### 1996
| \| \|                                                                  | \| \|                                                                  | \| \|                                                | \| \|                                                | \| \| |
| ---------------------------------------------------------------------- | ---------------------------------------------------------------------- | ---------------------------------------------------- | ---------------------------------------------------- | ----- |
| ½ دينار أردني معدني (1996)                                             |                                                                        |                                                      |                                                      |       |
| الوجه : 1/2 1416هـ - 1996مـ HALF DINAR THE HASHEMITE KINGDOM OF JORDAN | الوجه : 1/2 1416هـ - 1996مـ HALF DINAR THE HASHEMITE KINGDOM OF JORDAN | العكس : الحسين بن طلال ملك المملكة الأردنية الهاشمية | العكس : الحسين بن طلال ملك المملكة الأردنية الهاشمية |       |
| الكتلة 9.68 غ                                                          | المعدن نحاس أصفر                                                       | القطر 29 مم                                          | السُمك 1.94 مم                                        |       |
| المصمم(ون)                                                             | المصمم(ون)                                                             | الحواف ملساء                                         | الحواف ملساء                                         |       |
| الطرازات 1996                                                          | الطرازات 1996                                                          | القيمة الاسمية 0.5 دينار أردني                       | القيمة الاسمية 0.5 دينار أردني                       |       |
|                                                                        |                                                                        |                                                      |                                                      |       |

### 1997
| \| \|                                                                      | \| \|                                                                      | \| \|                                                | \| \|                                                | \| \| |
| -------------------------------------------------------------------------- | -------------------------------------------------------------------------- | ---------------------------------------------------- | ---------------------------------------------------- | ----- |
| ½ دينار أردني معدني (1997)                                                 |                                                                            |                                                      |                                                      |       |
| الوجه : 1/2 1417 1997 HALF DINAR THE HASHEMITE KINGDOM OF JORDAN نصف دينار | الوجه : 1/2 1417 1997 HALF DINAR THE HASHEMITE KINGDOM OF JORDAN نصف دينار | العكس : الحسين بن طلال ملك المملكة الأردنية الهاشمية | العكس : الحسين بن طلال ملك المملكة الأردنية الهاشمية |       |
| الكتلة 9.6 غ                                                               | المعدن ثنائية المعدن: مركز النحاس والنيكل، الخاتم من الألومنيوم والبرونز   | القطر 29 مم                                          | السُمك 1.94 مم                                        |       |
| المصمم(ون)                                                                 | المصمم(ون)                                                                 | الحواف ملساء                                         | الحواف ملساء                                         |       |
| الطرازات 1997                                                              | الطرازات 1997                                                              | القيمة الاسمية 0.5 دينار أردني                       | القيمة الاسمية 0.5 دينار أردني                       |       |
|                                                                            |                                                                            |                                                      |                                                      |       |

### 2000
| \| \|                                                            | \| \|                                                            | \| \|                                                           | \| \|                                                           | \| \| |
| ---------------------------------------------------------------- | ---------------------------------------------------------------- | --------------------------------------------------------------- | --------------------------------------------------------------- | ----- |
| ½ دينار أردني معدني (2000)                                       |                                                                  |                                                                 |                                                                 |       |
| الوجه : 1/2 HALF DINAR THE HASHEMITE KINGDOM OF JORDAN نصف دينار | الوجه : 1/2 HALF DINAR THE HASHEMITE KINGDOM OF JORDAN نصف دينار | العكس : عبدالله الثاني ابن الحسين ملك المملكة الأردنية الهاشمية | العكس : عبدالله الثاني ابن الحسين ملك المملكة الأردنية الهاشمية |       |
| الكتلة 9.67 غ                                                    | المعدن نحاس-نيكل، نحاس أصفر                                      | القطر 29 مم                                                     | السُمك 2 مم                                                      |       |
| المصمم(ون)                                                       | المصمم(ون)                                                       | الحواف ملساء                                                    | الحواف ملساء                                                    |       |
| الطرازات 2000                                                    | الطرازات 2000                                                    | القيمة الاسمية 0.5 دينار أردني                                  | القيمة الاسمية 0.5 دينار أردني                                  |       |
|                                                                  |                                                                  |                                                                 |                                                                 |       |

### 2006
| \| \|                                                            | \| \|                                                            | \| \|                                                           | \| \|                                                           | \| \| |
| ---------------------------------------------------------------- | ---------------------------------------------------------------- | --------------------------------------------------------------- | --------------------------------------------------------------- | ----- |
| ½ دينار أردني معدني (2006)                                       |                                                                  |                                                                 |                                                                 |       |
| الوجه : 1/2 HALF DINAR THE HASHEMITE KINGDOM OF JORDAN نصف دينار | الوجه : 1/2 HALF DINAR THE HASHEMITE KINGDOM OF JORDAN نصف دينار | العكس : عبدالله الثاني ابن الحسين ملك المملكة الأردنية الهاشمية | العكس : عبدالله الثاني ابن الحسين ملك المملكة الأردنية الهاشمية |       |
| الكتلة 9.67 غ                                                    | المعدن نحاس-نيكل، نحاس أصفر                                      | القطر 29 مم                                                     | السُمك 2 مم                                                      |       |
| المصمم(ون)                                                       | المصمم(ون)                                                       | الحواف ملساء                                                    | الحواف ملساء                                                    |       |
| الطرازات 2006                                                    | الطرازات 2006                                                    | القيمة الاسمية 0.5 دينار أردني                                  | القيمة الاسمية 0.5 دينار أردني                                  |       |
|                                                                  |                                                                  |                                                                 |                                                                 |       |

### 2008
| \| \|                                                            | \| \|                                                            | \| \|                                                           | \| \|                                                           | \| \| |
| ---------------------------------------------------------------- | ---------------------------------------------------------------- | --------------------------------------------------------------- | --------------------------------------------------------------- | ----- |
| ½ دينار أردني معدني (2008)                                       |                                                                  |                                                                 |                                                                 |       |
| الوجه : 1/2 HALF DINAR THE HASHEMITE KINGDOM OF JORDAN نصف دينار | الوجه : 1/2 HALF DINAR THE HASHEMITE KINGDOM OF JORDAN نصف دينار | العكس : عبدالله الثاني ابن الحسين ملك المملكة الأردنية الهاشمية | العكس : عبدالله الثاني ابن الحسين ملك المملكة الأردنية الهاشمية |       |
| الكتلة 9.67 غ                                                    | المعدن نحاس-نيكل، نحاس أصفر                                      | القطر 29 مم                                                     | السُمك 2 مم                                                      |       |
| المصمم(ون)                                                       | المصمم(ون)                                                       | الحواف ملساء                                                    | الحواف ملساء                                                    |       |
| الطرازات 2008                                                    | الطرازات 2008                                                    | القيمة الاسمية 0.5 دينار أردني                                  | القيمة الاسمية 0.5 دينار أردني                                  |       |
|                                                                  |                                                                  |                                                                 |                                                                 |       |

### 2009
| \| \|                                                            | \| \|                                                            | \| \|                                                           | \| \|                                                           | \| \| |
| ---------------------------------------------------------------- | ---------------------------------------------------------------- | --------------------------------------------------------------- | --------------------------------------------------------------- | ----- |
| ½ دينار أردني معدني (2009)                                       |                                                                  |                                                                 |                                                                 |       |
| الوجه : 1/2 HALF DINAR THE HASHEMITE KINGDOM OF JORDAN نصف دينار | الوجه : 1/2 HALF DINAR THE HASHEMITE KINGDOM OF JORDAN نصف دينار | العكس : عبدالله الثاني ابن الحسين ملك المملكة الأردنية الهاشمية | العكس : عبدالله الثاني ابن الحسين ملك المملكة الأردنية الهاشمية |       |
| الكتلة 9.67 غ                                                    | المعدن نحاس-نيكل، نحاس أصفر                                      | القطر 29 مم                                                     | السُمك 2 مم                                                      |       |
| المصمم(ون)                                                       | المصمم(ون)                                                       | الحواف ملساء                                                    | الحواف ملساء                                                    |       |
| الطرازات 2009                                                    | الطرازات 2009                                                    | القيمة الاسمية 0.5 دينار أردني                                  | القيمة الاسمية 0.5 دينار أردني                                  |       |
|                                                                  |                                                                  |                                                                 |                                                                 |       |

### 2012
| \| \|                                                            | \| \|                                                            | \| \|                                                           | \| \|                                                           | \| \| |
| ---------------------------------------------------------------- | ---------------------------------------------------------------- | --------------------------------------------------------------- | --------------------------------------------------------------- | ----- |
| ½ دينار أردني معدني (2012)                                       |                                                                  |                                                                 |                                                                 |       |
| الوجه : 1/2 HALF DINAR THE HASHEMITE KINGDOM OF JORDAN نصف دينار | الوجه : 1/2 HALF DINAR THE HASHEMITE KINGDOM OF JORDAN نصف دينار | العكس : عبدالله الثاني ابن الحسين ملك المملكة الأردنية الهاشمية | العكس : عبدالله الثاني ابن الحسين ملك المملكة الأردنية الهاشمية |       |
| الكتلة 9.67 غ                                                    | المعدن نحاس-نيكل، نحاس أصفر                                      | القطر 29 مم                                                     | السُمك 2 مم                                                      |       |
| المصمم(ون)                                                       | المصمم(ون)                                                       | الحواف ملساء                                                    | الحواف ملساء                                                    |       |
| الطرازات 2012                                                    | الطرازات 2012                                                    | القيمة الاسمية 0.5 دينار أردني                                  | القيمة الاسمية 0.5 دينار أردني                                  |       |
|                                                                  |                                                                  |                                                                 |                                                                 |       |

### 2020
| \| \|                                                            | \| \|                                                            | \| \|                                                           | \| \|                                                           | \| \| |
| ---------------------------------------------------------------- | ---------------------------------------------------------------- | --------------------------------------------------------------- | --------------------------------------------------------------- | ----- |
| ½ دينار أردني معدني (2020)                                       |                                                                  |                                                                 |                                                                 |       |
| الوجه : 1/2 HALF DINAR THE HASHEMITE KINGDOM OF JORDAN نصف دينار | الوجه : 1/2 HALF DINAR THE HASHEMITE KINGDOM OF JORDAN نصف دينار | العكس : عبدالله الثاني ابن الحسين ملك المملكة الأردنية الهاشمية | العكس : عبدالله الثاني ابن الحسين ملك المملكة الأردنية الهاشمية |       |
| الكتلة 9.67 غ                                                    | المعدن نحاس-نيكل، نحاس أصفر                                      | القطر 29 مم                                                     | السُمك 2 مم                                                      |       |
| المصمم(ون)                                                       | المصمم(ون)                                                       | الحواف ملساء                                                    | الحواف ملساء                                                    |       |
| الطرازات 2020                                                    | الطرازات 2020                                                    | القيمة الاسمية 0.5 دينار أردني                                  | القيمة الاسمية 0.5 دينار أردني                                  |       |
|                                                                  |                                                                  |                                                                 |                                                                 |       |

## التذكارية
| \| القرن الخامس عشر للهجرة النبوية \|                                      | \| القرن الخامس عشر للهجرة النبوية \|                                      | \| القرن الخامس عشر للهجرة النبوية \|                                                | \| القرن الخامس عشر للهجرة النبوية \|                                                | \| القرن الخامس عشر للهجرة النبوية \| |
| -------------------------------------------------------------------------- | -------------------------------------------------------------------------- | ------------------------------------------------------------------------------------ | ------------------------------------------------------------------------------------ | ------------------------------------- |
| ½ دينار أردني معدني (1980)                                                 |                                                                            |                                                                                      |                                                                                      |                                       |
| الوجه : القرن الخامس عشر للهجرة النبوية 1400 - 1980 نصف دينار - HALF DINAR | الوجه : القرن الخامس عشر للهجرة النبوية 1400 - 1980 نصف دينار - HALF DINAR | العكس : الحسين بن طلال ملك المملكة الاردنية الهاشمية THE HASHEMITE KINGDOM OF JORDAN | العكس : الحسين بن طلال ملك المملكة الاردنية الهاشمية THE HASHEMITE KINGDOM OF JORDAN |                                       |
| الكتلة 17.1 غ                                                              | المعدن نحاس - نيكل                                                         | القطر 34 مم                                                                          | السُمك 2.5 مم                                                                         |                                       |
| المصمم(ون)                                                                 | المصمم(ون)                                                                 | الحواف ملساء                                                                         | الحواف ملساء                                                                         |                                       |
| الطرازات 1980                                                              | الطرازات 1980                                                              | القيمة الاسمية 0.5 دينار أردني                                                       | القيمة الاسمية 0.5 دينار أردني                                                       |                                       |
| القرن الخامس عشر للهجرة النبوية                                            |                                                                            |                                                                                      |                                                                                      |                                       |

| \| القرن الخامس عشر للهجرة النبوية \|                                      | \| القرن الخامس عشر للهجرة النبوية \|                                      | \| القرن الخامس عشر للهجرة النبوية \|                                                | \| القرن الخامس عشر للهجرة النبوية \|                                                | \| القرن الخامس عشر للهجرة النبوية \| |
| -------------------------------------------------------------------------- | -------------------------------------------------------------------------- | ------------------------------------------------------------------------------------ | ------------------------------------------------------------------------------------ | ------------------------------------- |
| ½ دينار أردني معدني (1980)                                                 |                                                                            |                                                                                      |                                                                                      |                                       |
| الوجه : القرن الخامس عشر للهجرة النبوية 1400 - 1980 نصف دينار - HALF DINAR | الوجه : القرن الخامس عشر للهجرة النبوية 1400 - 1980 نصف دينار - HALF DINAR | العكس : الحسين بن طلال ملك المملكة الاردنية الهاشمية THE HASHEMITE KINGDOM OF JORDAN | العكس : الحسين بن طلال ملك المملكة الاردنية الهاشمية THE HASHEMITE KINGDOM OF JORDAN |                                       |
| الكتلة 17.1 غ                                                              | المعدن نحاس - نيكل                                                         | القطر 34 مم                                                                          | السُمك 2.5 مم                                                                         |                                       |
| المصمم(ون)                                                                 | المصمم(ون)                                                                 | الحواف ملساء                                                                         | الحواف ملساء                                                                         |                                       |
| الطرازات 1980                                                              | الطرازات 1980                                                              | القيمة الاسمية 0.5 دينار أردني                                                       | القيمة الاسمية 0.5 دينار أردني                                                       |                                       |
| القرن الخامس عشر للهجرة النبوية                                            |                                                                            |                                                                                      |                                                                                      |                                       |

## المسكوكات
| \| \|                                                               | \| \|                                                               | \| \|                                                     | \| \|                                                     | \| \| |
| ------------------------------------------------------------------- | ------------------------------------------------------------------- | --------------------------------------------------------- | --------------------------------------------------------- | ----- |
| ½ دينار أردني معدني (1969)                                          |                                                                     |                                                           |                                                           |       |
| الوجه : المملكة الأردنية الهاشمية الحسين بن طلال 1/2 نصف دينار 1389 | الوجه : المملكة الأردنية الهاشمية الحسين بن طلال 1/2 نصف دينار 1389 | العكس : THE HASHEMITE KINGDOM OF JORDAN HALF 1969 ½ DINAR | العكس : THE HASHEMITE KINGDOM OF JORDAN HALF 1969 ½ DINAR |       |
| الكتلة 20 غ                                                         | المعدن فضة 0.999                                                    | القطر 35 مم                                               | السُمك                                                     |       |
| المصمم(ون)                                                          | المصمم(ون)                                                          | الحواف مسكوكة                                             | الحواف مسكوكة                                             |       |
| الطرازات 1969                                                       | الطرازات 1969                                                       | القيمة الاسمية 0.5 دينار أردني                            | القيمة الاسمية 0.5 دينار أردني                            |       |
|                                                                     |                                                                     |                                                           |                                                           |       |

## انظر ايضا
- قطعة نصف دينار جزائري
- نصف ليرة سورية
- نصف دولار أمريكي

## روابط خارجية
- اصدارت اوراق النقد - البنك المركزي الأردني